# Osmanische Architektur

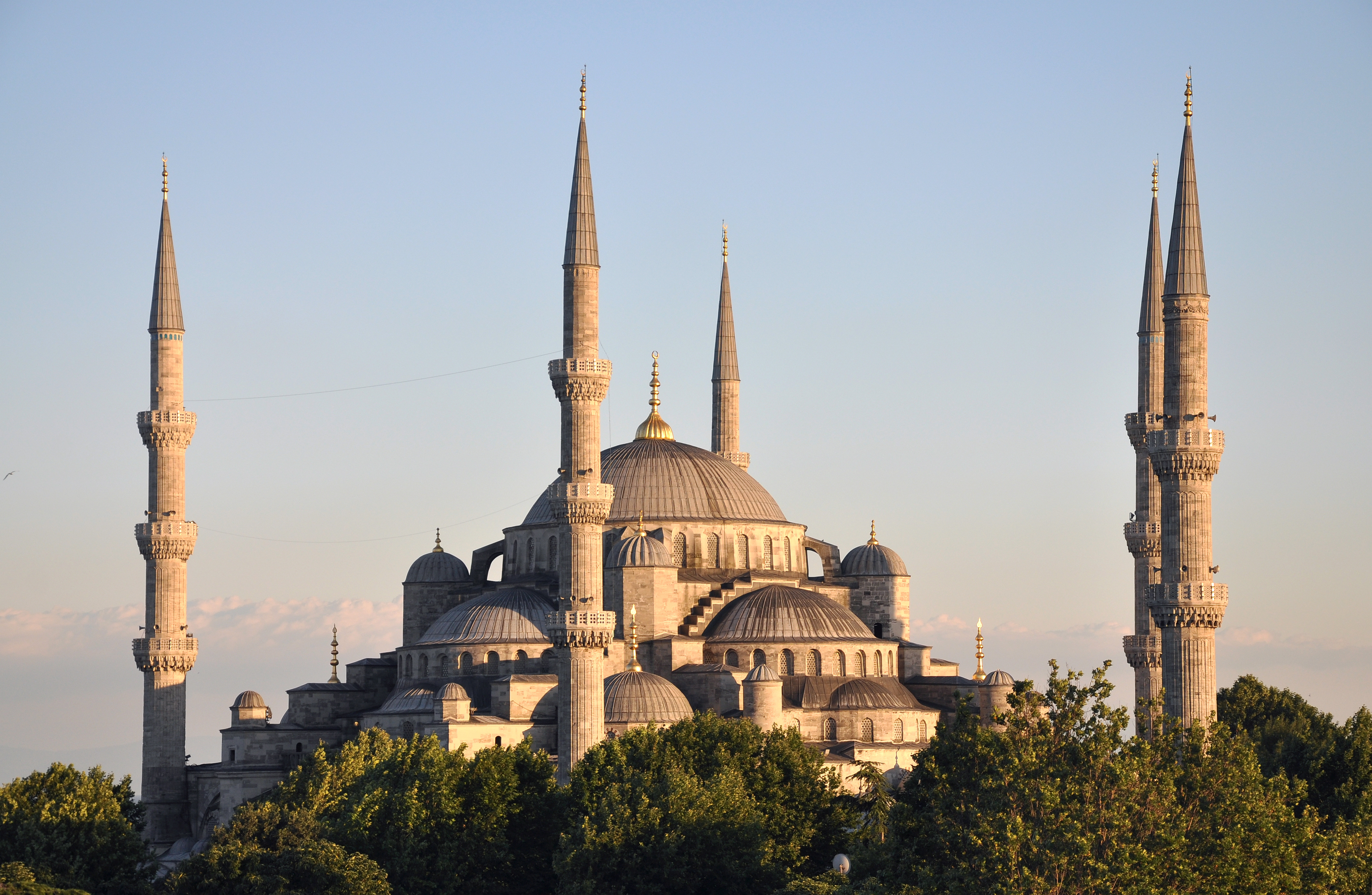
Sultan-Ahmed-Moschee in Istanbul

Osmanische Architektur ist der Oberbegriff für die Architektur des Osmanischen Reiches. In seinen Kerngebieten, dem auf der Balkanhalbinsel gelegenen Rumelien und Kleinasien (Anatolien), entstand im 14. und 15. Jahrhundert eine Architektur, die den für die Islamische Architektur typischen Bauten wie der Moschee, der Hochschule (Madrasa), der Karawanserei oder dem Bad (Hamam) eine besondere architektonische Gestalt verlieh. Die osmanische Architektur integrierte Bauelemente aus der Rum-seldschukischen ebenso wie aus der armenischen und persischen sowie der byzantinischen Architektur. Aus der Synthese der Architektur des Nahen Ostens, des Mittelmeerraums und des byzantinischen Reiches entstanden einmalige Bauten: Die Wohnhäuser, Moscheen, Karawansereien und Medresen von Safranbolu und Bursa, die Selimiye-Moschee in Edirne und die monumentalen Bauten Istanbuls in der heutigen Republik Türkei zählen zum UNESCO-Welterbe.

## Geschichtlicher Überblick

### Vorbilder und frühe Bauten
Nach Gründung des Osmanischen Reichs – als Datum wird traditionell das Jahr 1299 angenommen – besetzten und besiedelten die turkstämmigen Osmanen nach und nach die ehemals byzantinischen Regionen Bithynien und Mysien. Die ersten Bauten, an denen sich stilistische Veränderungen nachweisen lassen, die sie von der seldschukischen ebenso wie von der Architektur der Beyliks in anderen Regionen Anatoliens unterscheiden, tauchen in den 1320er und 1330er Jahren auf. Die Konstruktion der Wände und die schmückenden Einzelheiten entstammen häufig der byzantinischen Architektur, während Grundrisse und Gewölbeformen eher der seldschukischen Bautradition entstammen. Die Orhan-Moschee in Bursa ist einer der ältesten erhaltenen osmanischen Sakralbauten und ein gutes Beispiel für den sogenannten „byzantinisch-osmanischen Übergangsstil“. Das aus groben Ziegeln und Hausteinen aufgeführte Mauerwerk unterscheidet sich von den rein steinernen seldschukischen Bauten, bei denen meist nur die Minarette aus den leichteren Ziegeln erbaut wurden. Details der Baudekoration wie Kragsteinbänder, Sägezahn-Friese und Ochsenaugen-Fenster sind byzantinischen Ursprungs. Ousterhout wies so viele technische und dekorative Parallelen zur auf das Baujahr 1336 datierten byzantinischen Panagia-Pantobasilissa-Kirche im bithynischen Tirilye auf, dass er sogar davon ausging, dass dieselben Baumeister Kirchen und Moscheen errichtet haben könnten. Die reichliche Verwendung byzantinischer Spolien in frühosmanischen Bauten, deutlich sichtbar beispielsweise in den Säulen und Kapitellen der Nordfassade der Hüdavendigar-Moschee von Bursa, ist ebenfalls nicht ungewöhnlich für die spätbyzantinische Architektur, und muss nicht unbedingt als symbolische Aneignung verstanden werden.

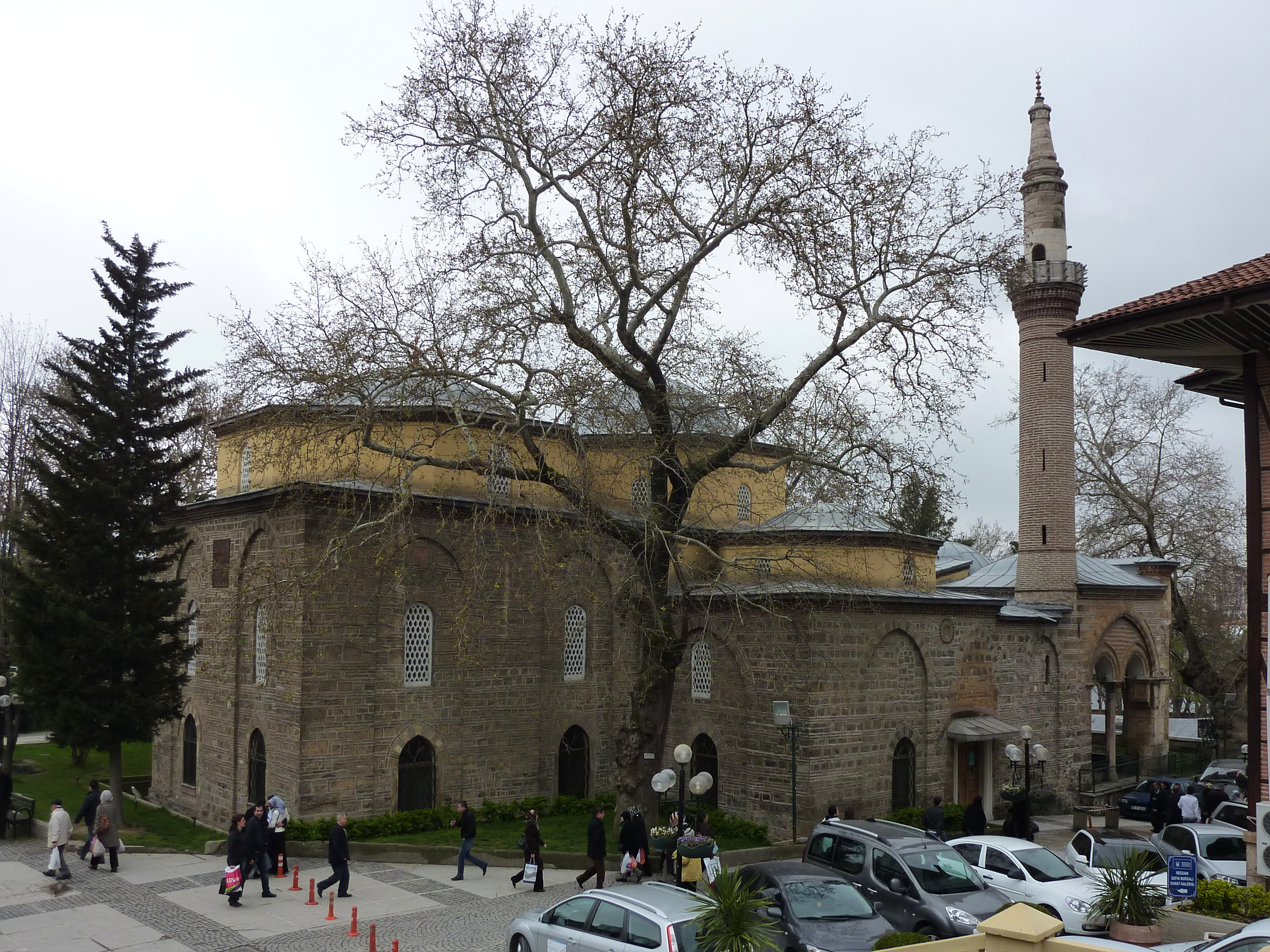
Orhan Cami, Bursa
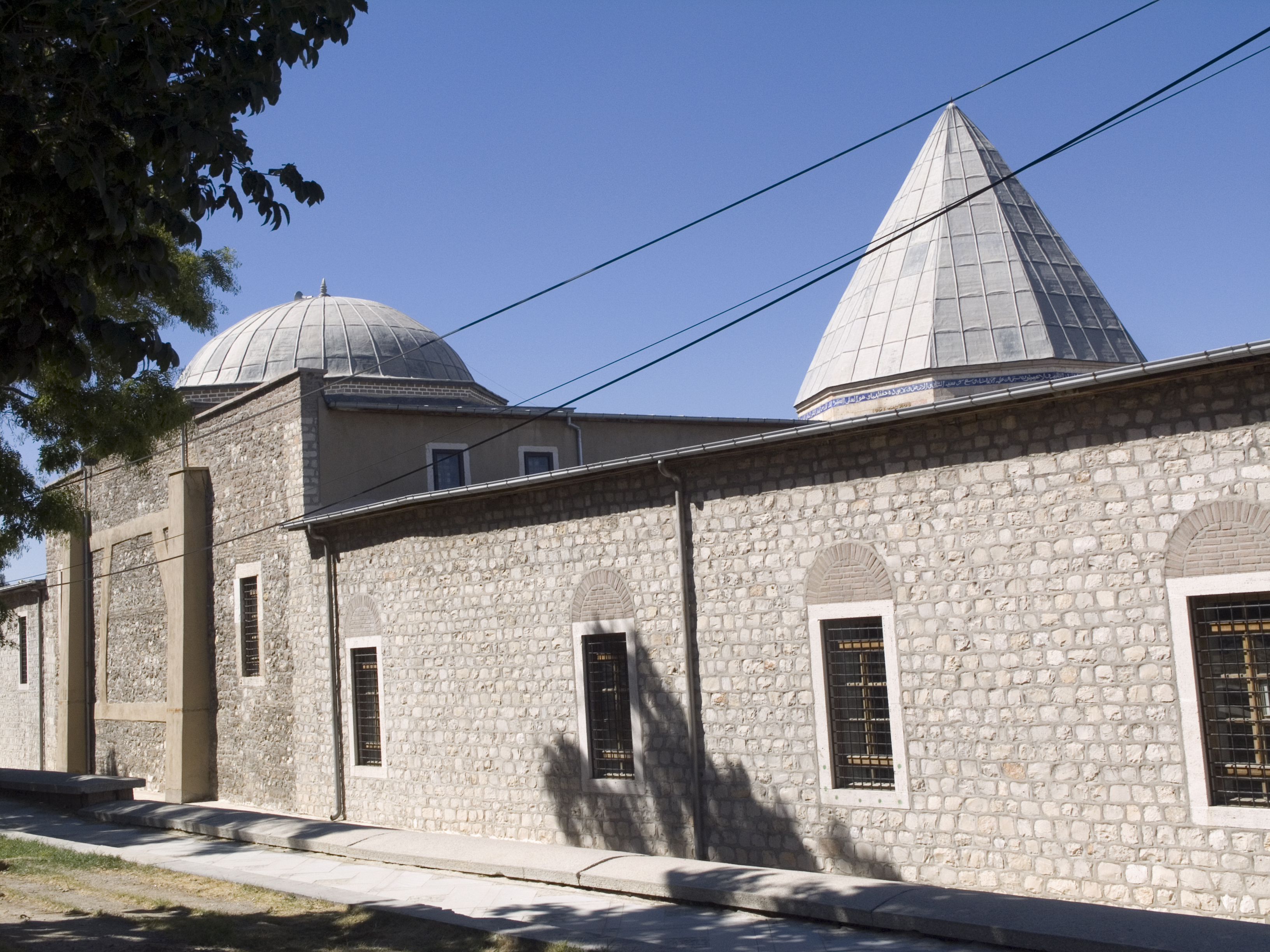
Seldschukische Alaeddin-Moschee, Konya, erbaut 1219–35
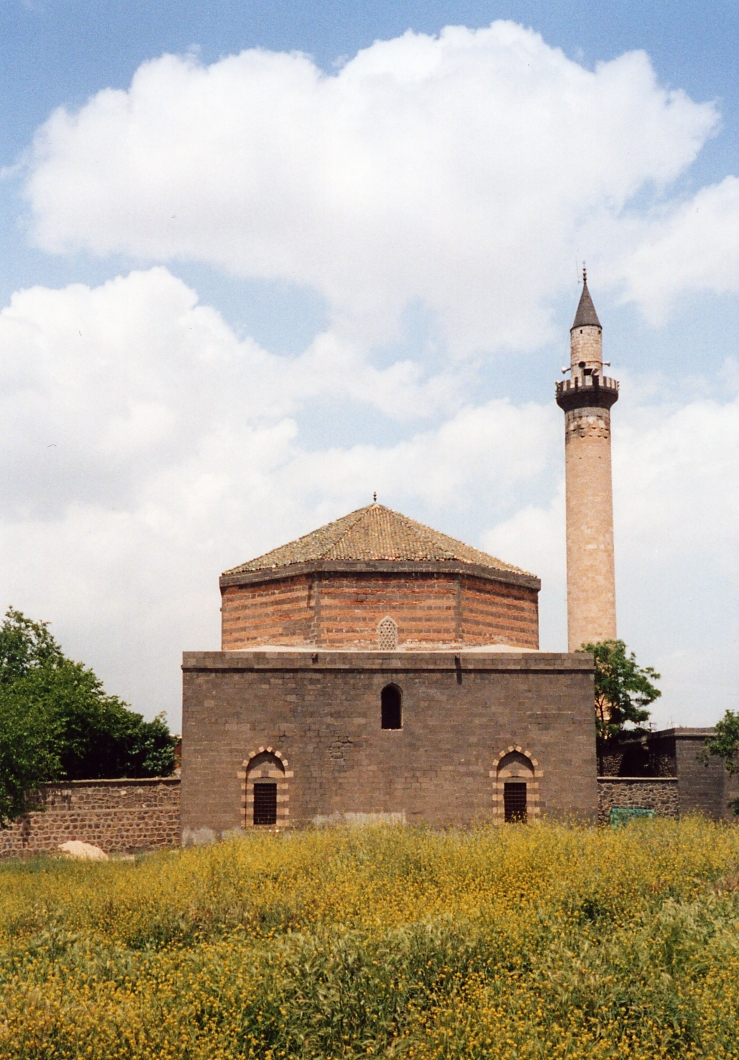
Ali-Paşa-Moschee, Diyarbakır, 1534–1537

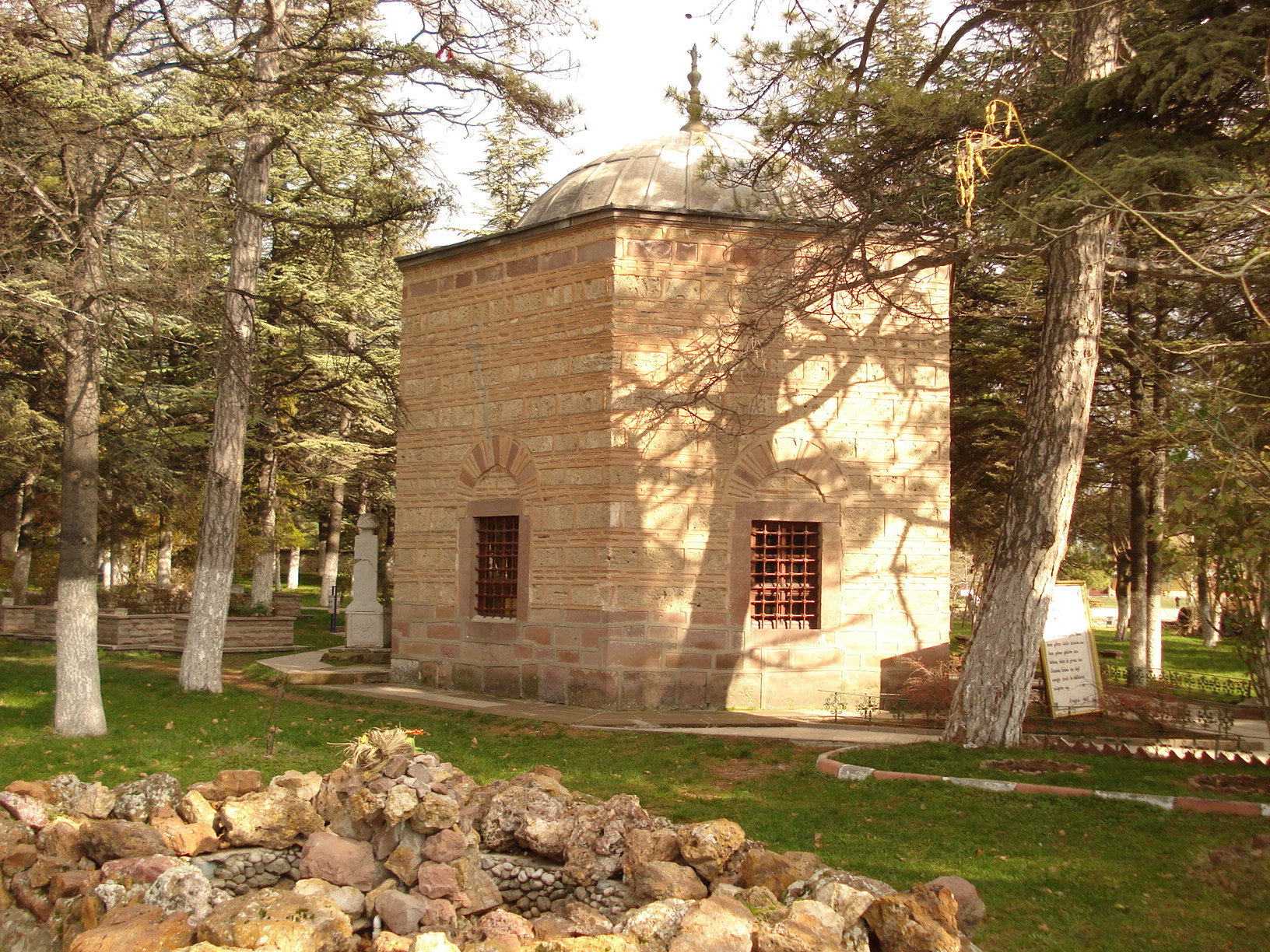
Ertuğrul Gazi-Mausoleum in Söğüt

Eines der ältesten erhaltenen Bauwerke der frühosmanischen Architektur ist die Ertuğrul-Mescit, die Türbe (Mausoleum) des Ertuğrul Gazi, des Vaters Osmans I., in Söğüt. Es besitzt eine kleine Vorhalle, ein großer Bogen leitet in den quadratischen Innenraum, der von einer Kuppel überwölbt ist. Der Bau ähnelt einem zoroastrischen Feuertempel der persischen Architektur.
Deutlich erkennbar sind auch Vorbilder aus der seldschukischen Architektur. Eine – allerdings zu späterer Zeit angebrachte – Bauinschrift an der Alten Moschee von Edirne nennt Hacı Alaeddin als Baumeister aus Konya, der alten Hauptstadt der Rum-Seldschuken. Eine frühe osmanische Moschee ist in Manisa erhalten und diente späteren Bauten als Vorbild. Ein aus der seldschukischen Architektur übernommenes Element ist die Betonung der Mihrabnische durch eine Kuppel, wie sie sich beispielsweise in der Alaeddin-Moschee in Konya findet.

### Frühzeit: 14. und 15. Jahrhundert

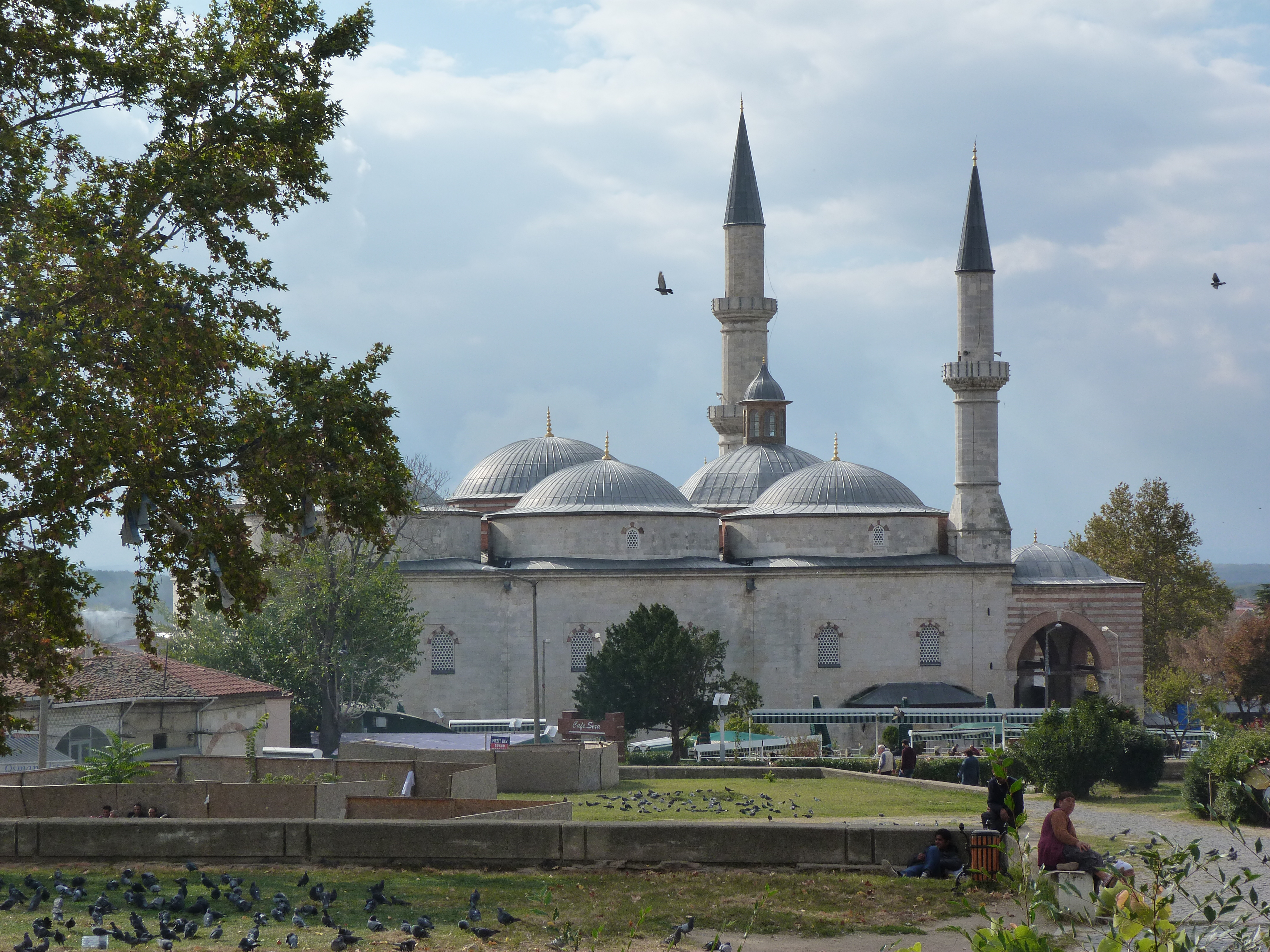
Alte Moschee von Edirne, erbaut 1402/9–1414

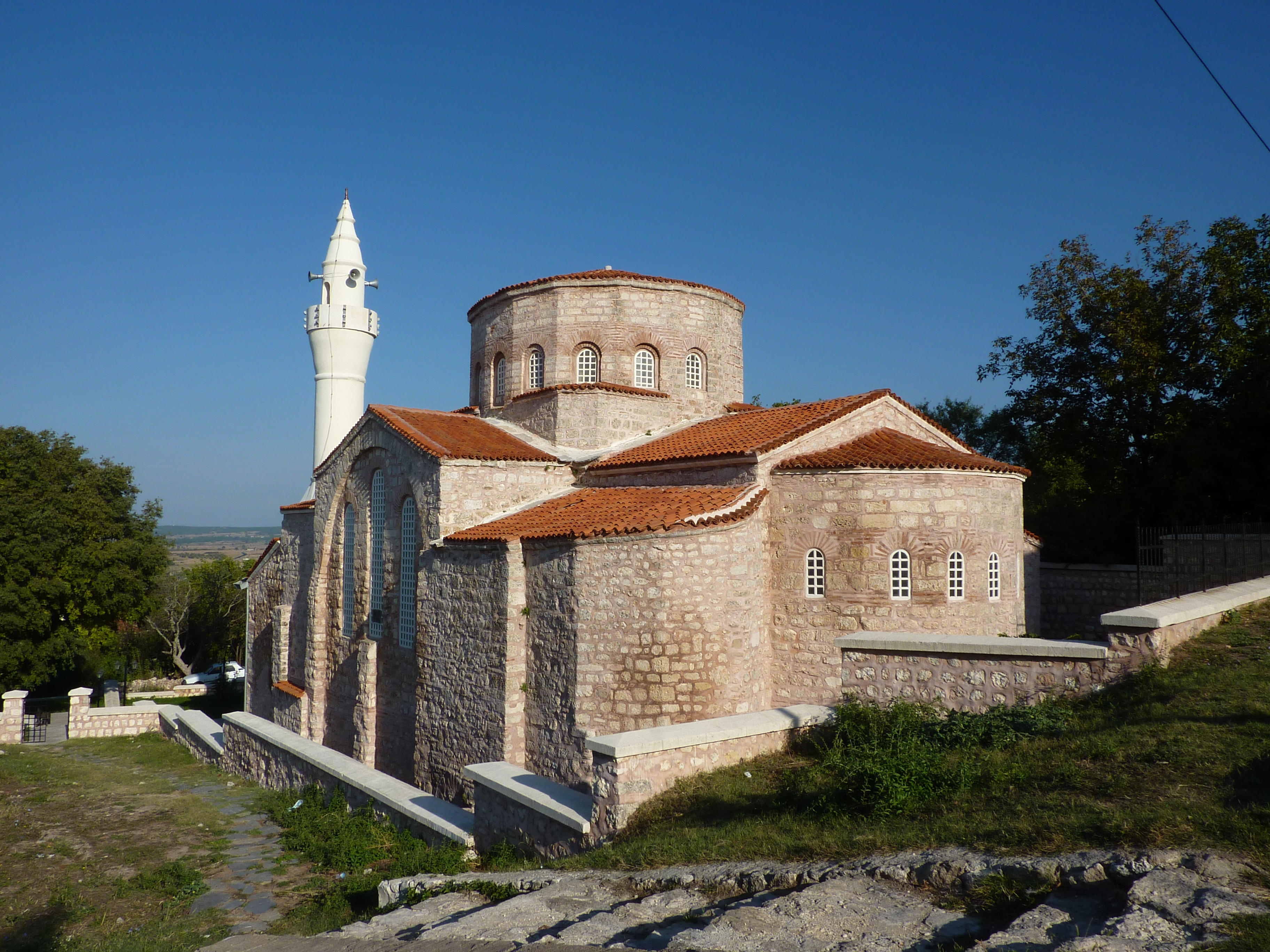
Hagia Sophia in Vize (Türkei), nach der Eroberung Thrakiens umbenannt in Gazi-Süleyman-Paşa-Moschee

Die osmanische Baukunst fand erste Eigenständigkeit im Repräsentationsbedürfnis der Sultane, die nach der Eroberung von Bursa (1326), İznik (1331) und Edirne (1362) in diesen Städten monumentale Bauwerke errichteten. In İznik sind aus dieser frühen Zeit die Süleyman-Pascha-Medrese (1331), Hacı-Özbek-Moschee (1333) und die 1334 zur Orhan-Moschee umgebaute Hagia Sophia-Kirche erhalten. Bursa war von 1326 bis 1368 die erste Hauptstadt des Osmanischen Reichs. Im Zeitraum zwischen 1380 und 1420 entstanden dort die Hüdavendigar-Moschee (errichtet 1365–1385 unter Murad I.), die Große Moschee (Ulu Cami, 1396–1399), die Grüne Moschee (1412–1419) und die Orhan-Gazi-Moschee. Diese Bauten prägten den so genannten „Bursa-Stil“. Dieser verlieh dem klassisch-islamischen Stil der von einer Vielzahl von Kuppeln überdachten Vielpfeiler-Moschee eine spezifisch osmanische Ausprägung. Auf Bursa folgte von 1368 bis 1453 Edirne als Hauptstadt. Am Rand des Stadtzentrums des antiken Adrianopel entstanden Baukomplexe (Külliye), bestehend aus einer Moschee, der ein Grabmal (Türbe) des Stifters, Schulgebäude (Medrese), Bäder (Hamam) und Armenküchen (Imaret) angegliedert sein konnten. In Edirne sind neben einer Markthalle (Bedestan) und der Cisr-i Ergeni („Ergeni“- oder „lange Brücke“, türkisch uzun köprü), die der ersten osmanischen Stadtgründung auf dem Balkan, Uzunköprü, ihren Namen gab, die Alte Moschee, Muradiyye- und Üç-Şerefeli-Moschee aus der Frühzeit der osmanischen Architektur erhalten.
Im Zuge der Ausdehnung des Reichs übernahmen die neuen Herrscher Kirchenbauten der byzantinischen Architektur, wie die Hagia Sophia in Nicäa, die Hagia Sophia von Trapezunt und, nach der Eroberung von Konstantinopel (1453) Kirchen wie die Theotokos-Kyriotissa-Kirche (die heutige Kalenderhane-Moschee), das Pantokrator-Kloster (die heutige Zeyrek-Moschee), die frühbyzantinische Hagia Irene und die damals größte Kirche der Christenheit, die Hagia Sophia. Im weiteren Verlauf gewinnt der stilistische Einfluss der byzantinischen Architektur zunehmend an Bedeutung. Deutlich wird dies an den beiden Bauten des Architekten Hayreddin für Sultan Bayezid II., dem Sultan-Bayezid-Komplex in Edirne (err. 1484–1488) und der Beyazıt-Moschee (err. 1501–1506) in Istanbul. Die monumentale Hauptkuppel der Beyazıt-Moschee wird von zwei Halbkuppeln, ihr längliches Schiff von Doppelarkaden flankiert. Oberhalb der Arkaden erheben sich Tympana, die von zahlreichen Fenstern durchbrochen sind und mittels Pendentifs an die Kuppel anschließen. Diese Bauweise sollte später durch den Architekten Sinan und seinen Bauherrn Süleyman I. zu einem neuen und originellen Baustil der klassischen osmanischen Moschee geführt werden.

### Klassische Zeit: 16. Jahrhundert

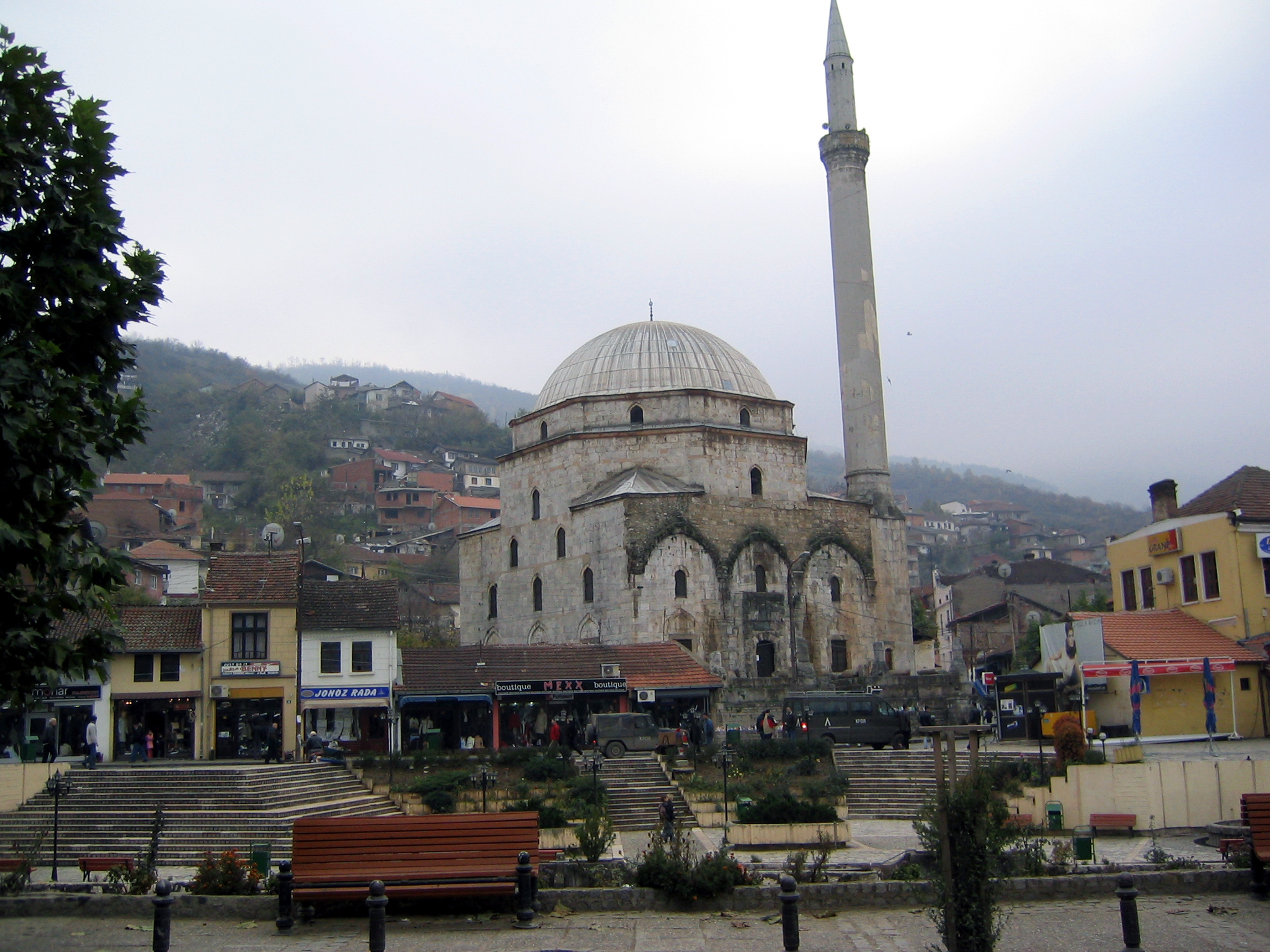
Sinan-Pascha-Moschee in Prizren, Kosovo

Als „klassische Epoche“ der osmanischen Architektur gilt das 16. Jahrhundert. Hier fällt die Expansionszeit des Reiches unter Süleyman I. mit dem Wirken des Architektengenies Sinan (um 1490 – 1588) zusammen. Allgemein als größter osmanischer Architekt bezeichnet, ist Sinan aber auch einer der wenigen, deren Namen nicht nur Spezialisten bekannt sind. Ihm folgte 1588 Davut Ağa, diesem wiederum 1599 Dalgıç Ahmed Çavuş (bis 1606). Davut Ağa plante die Neue Moschee in Istanbul, deren Bau erst 1663 fertiggestellt werden konnte. Die Kriege dieser Zeit, sowohl mit dem persischen Safawidenreich (Osmanisch-Safawidische Kriege: 1532–1555, 1578–1590, 1623–1639) als auch mit der Habsburgermonarchie (Langer Türkenkrieg, 1593–1606) waren so kostspielig, die politische Situation am Sultanshof so unsicher, dass kaum Ressourcen für aufwändige Bauten zur Verfügung standen. Nach dem Friedensschluss von Zsitvatorok 1606 ließ Sultan Ahmed I. durch den Hofarchitekten Sedefkar Mehmed Ağa die Sultan-Ahmed-Moschee nahe der Hagia Sophia errichten. Ihre sechs Minarette prägen bis heute das Stadtbild.

### 17. Jahrhundert
Das 17. Jahrhundert war politisch durch eine Reihe schnell wechselnder Sultane von geringem Einfluss gekennzeichnet, die sich kaum als Mäzene betätigen konnten. Da während dieser Zeit Frauen, vor allem die Sultansmütter, die Regierungsgeschäfte bestimmten, wird diese Periode als Weiberherrschaft bezeichnet. Von 1635 stammt die Külliye des Großwesirs Bayram Pascha, die sich neben dem Haseki-Sultan-Komplex befinden. 1638 wurde zur Erinnerung an die geglückte Eroberung Bagdads der Bağdad Köşkü (Bagdad-Kiosk) im vierten Hof des Topkapı-Palasts errichtet. Mit der Ernennung Köprülü Mehmed Paschas 1656 zum Großwesir begann eine Periode politischer Stabilisierung, so dass die Neue Moschee vollendet werden konnte. Ungewöhnlich erscheint bei dieser Moschee, dass der zugehörige Baukomplex nur eine Türbe und einen prächtigen Pavillon besitzt, keine Medrese, Armenküche oder ein Hospital mehr. An den Hof der Neuen Moschee unmittelbar angrenzend wurde der Mısır Çarşısı (Ägyptischer Basar) erbaut.

### Spätzeit: 18. und 19. Jahrhundert
In der Spätzeit – also im 18. und 19. Jahrhundert – wird der Wandmalerei schließlich größere Bedeutung zugemessen, und pflanzenartig-wucherndes Ornament, teils mit dem Barock entlehnter Motivik, ist im Inneren der Moscheen – in den Provinzen auch teils an den Außenwänden (z. B. in der „Bunten Moschee“ in Tetovo und der von Travnik, oder der Bairakli-Moschee in Samokow) – zu finden. Wenn auch die spätosmanischen Moscheen verspieltere Bauplastikelemente in ihr Repertoire aufnehmen, so wird doch bis zuletzt nicht an der Grundidee der osmanischen Moschee, dem überkuppelten Kubus, gerüttelt, die sie von anderen Architekturstilen der islamischen Welt unterscheidet.

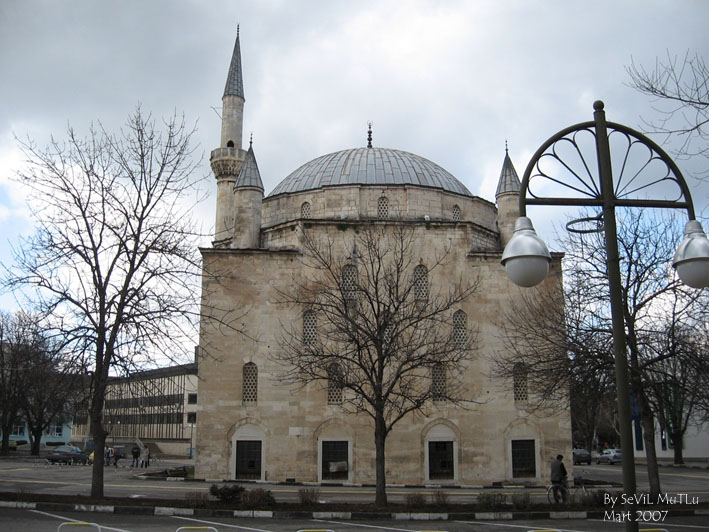
Maktul-Ibrahim-Pascha-Moschee in Rasgrad, Bulgarien

In der europäischen Kunstgeschichte wird der osmanischen Architektur nach wie vor kaum Raum geboten. Dies hängt einerseits damit zusammen, dass Europäer die osmanische Moschee lange für ein wenig eigenständiges Derivat byzantinischer Baukunst, besonders der Hagia Sophia, hielten; andererseits damit, dass der osmanischen Architektur mit ihrer eher nüchternen Fassadengestaltung, Repetition und Selbstreferenz die künstlerische Kreativität abgesprochen wurde („Ingenieursästhetik“). Der Kenner vermag hingegen Überraschendes weniger im Gesamtcharakter als im Detail zu finden. Die Moscheen der Spätzeit, zumindest seit der Nuruosmaniye-Moschee (1748–1756), nähern sich allerdings bereits stark westlicher Ästhetik an, und selbst die Fassaden werden zur Zeit des sogenannten Osmanischen Barocks bewegter und verspielter; ein Wandel, der in Bauten wie der auffälligen Nusretiye-Moschee (1820er) seinen Höhepunkt findet, bevor die Architektur der Tanzimatzeit (nach 1839) dann tatsächlich als Teil des europäischen Mainstreams, wenn auch mit lokalen Eigenheiten, anzusehen ist. Das Tabu üppiger, plastischer Fassaden wird letztendlich zur Mitte des 19. Jahrhunderts gebrochen, und Stilrichtungen europäischer Kunst (Barock, Gotik, Neoklassizismus etc.) vermischen sich mit lokalem Substrat zu einem hybriden Eklektizismus (z. B. Moscheen in Ortaköy, Aksaray, Yıldız; Dolmabahçe- und Çırağan-Palast am Bosporus; hölzern-filigrane Küstenvillen (yalıs) am Bosporus etc.).

## Bautypen

### Moschee

Grundriss der Isabey-Moschee in Selçuk

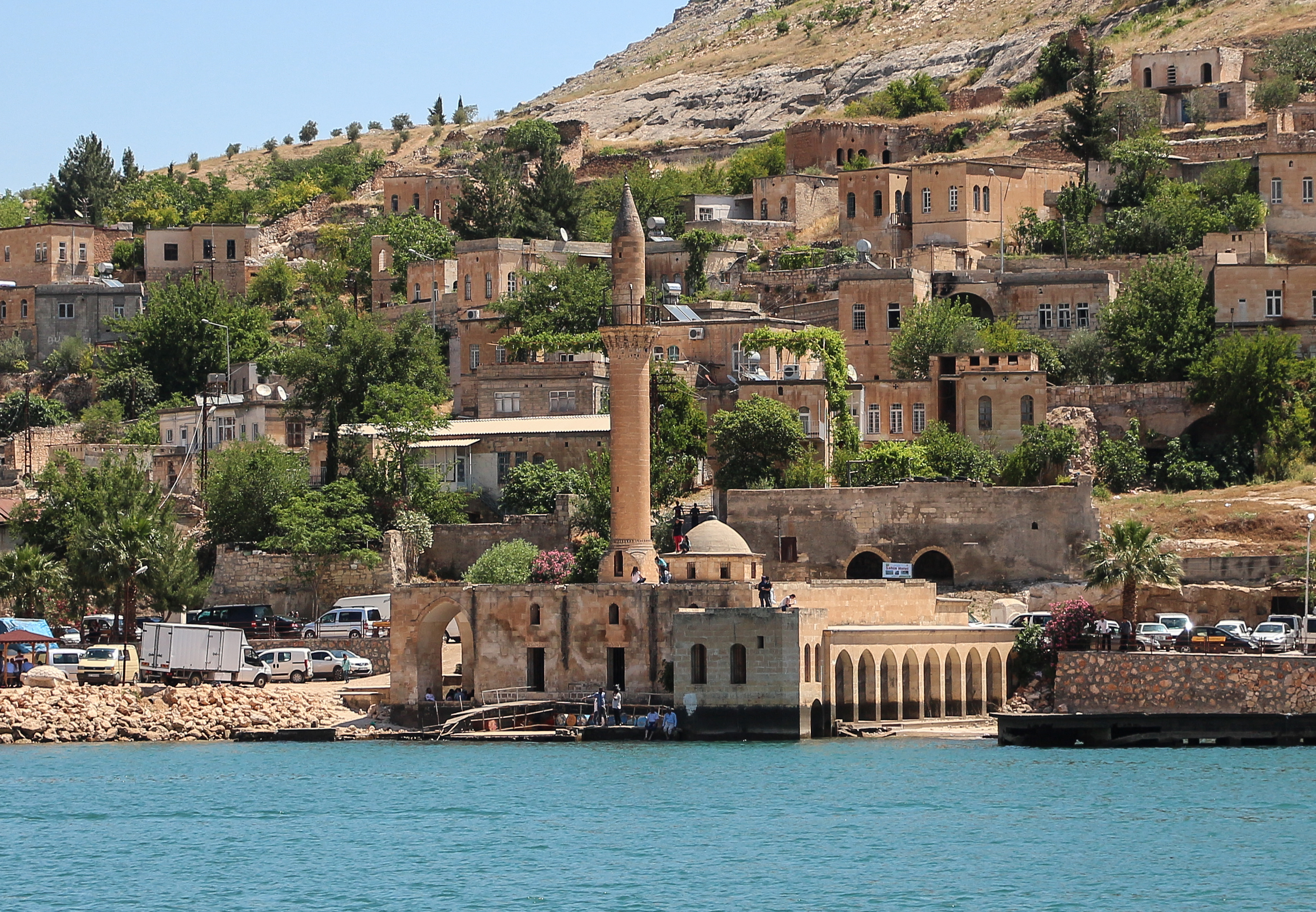
Moschee in Halfeti

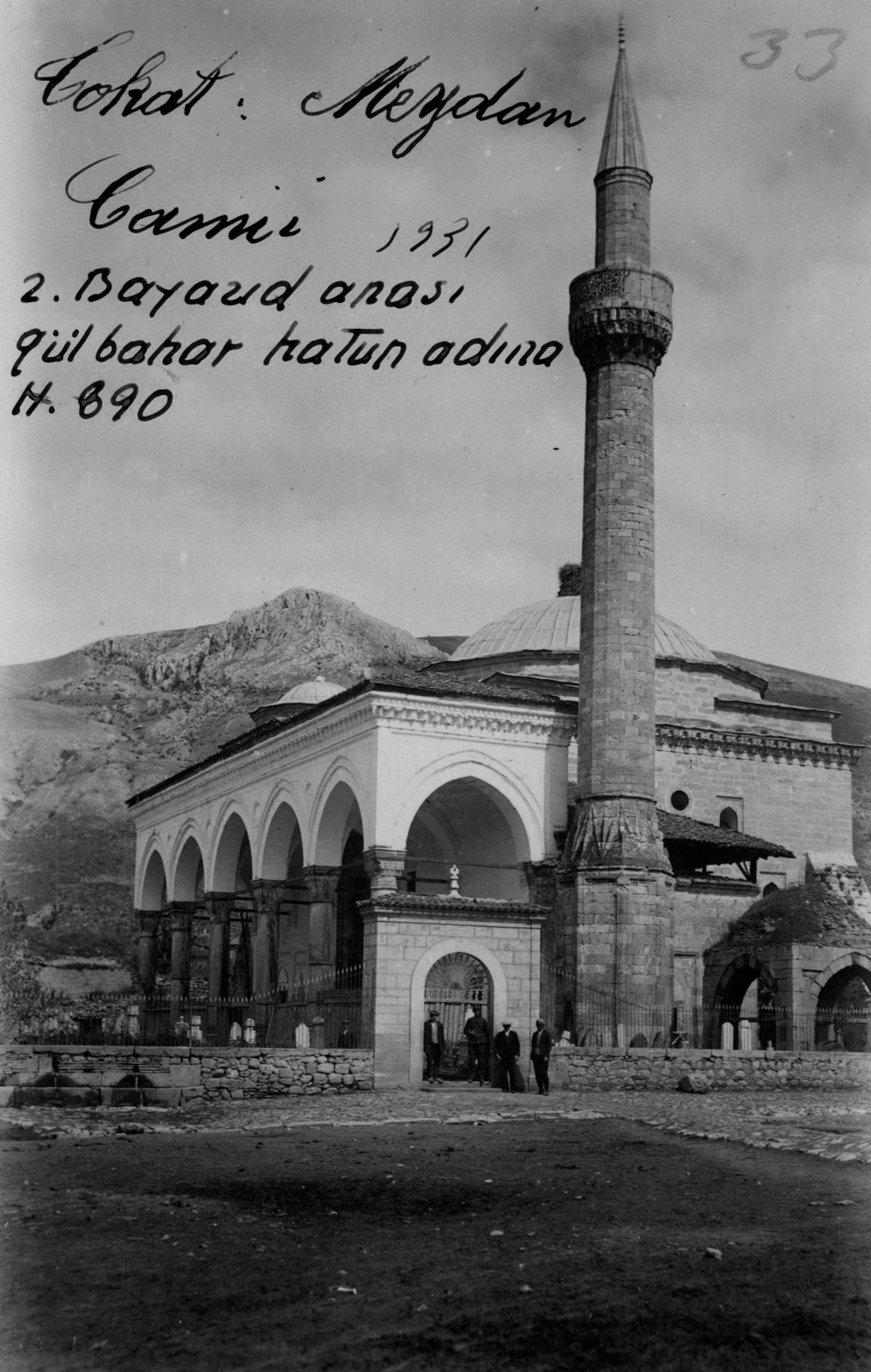
Hatuniye-Moschee in Tokat

#### Bautypen
Die einfachste und ursprünglichste Gestalt einer osmanischen Kuppelmoschee besteht aus einer quadratischen Haupthalle mit einer darüberliegenden Pendentifkuppel als Dach, wie sie beispielsweise bei der Orhan-Gazi-Moschee in Gebze zu sehen ist. Erweitert sich der Hallenraum zu einem Rechteck, kann der verbleibende Raum mit einem flachen Dach oder mit Halbkuppeln gedeckt sein. Die Kuppel liegt entweder über der Mihrabnische oder zentral über der Hallenmitte. Die Zentralkuppel ist ein wichtiges Element osmanischer Architektur. Der Bauplan einer Kuppelmoschee kann durch seitliche Anbauten erweitert werden. Häufig wird eine Vorhalle (Son cemaat yeri) vorangestellt, die sich über die gesamte Breite des Gebäudes erstreckt und dem ursprünglich quadratisch gedachten Grundriss ein rechteckiges Aussehen verleiht. Gut sichtbar ist dies an der Hatuniye-Moschee in Tokat. Die Seitenflügel können ebenfalls flach eingedeckt oder überkuppelt sein, wobei die Hauptkuppel über der Gebetshalle oft durch ihre Größe oder eine Laterne betont wird. Ist der Gebetsraum länglich, wird der Hauptkuppel noch eine Halbkuppel angefügt, welche meist der Eingangshalle gegenüber liegt.
Wenn der länglichen Haupthalle ein Querschiff vorgelagert ist, spricht man von einer „Moschee vom T-Typ“, dem verbreitetsten Bautyp im islamischen Westen. Typisch für frühe osmanische Moscheen ist der „umgekehrte T-Typ“, oder „Bursa-Typ“, bei dem man von einer quer vorgelagerten Halle in einen länglichen Hauptraum gelangt. Vorbilder hierfür finden sich in der seldschukischen Moscheearchitektur, beispielsweise in der Isabey-Moschee in Selçuk oder der Eşrefoğlu-Moschee in Beyşehir.
Die Gebetshalle kann durch seitliche Anbauten im Prinzip beliebig erweitert werden. In diesem Fall sind die einzelnen Abschnitte jeweils mit Kuppeln gedeckt. Dieser Bautyp ist in der gesamten islamischen Welt verbreitet, ein Beispiel aus der Seldschukenzeit ist die monumentale Freitagsmoschee von Isfahan aus dem 11. Jahrhundert, die mehrere Hundert Kuppeln besitzt. In der osmanischen Architektur repräsentiert die Große Moschee von Bursa (1396–1399) diesen Bautyp. Der Grundriss dieser Bauform ist in der Längs- und Querachse rechteckig, der ganze Bau ist durch Säulenreihen oder Wände untergliedert, die die einzelnen Kuppeln tragen. Auch diese sind daher in Reihen angeordnet. Die Hauptkuppel der Gebetshalle kann von zwei Halbkuppeln flankiert und so, wie auch durch ihre Größe, gestalterisch betont werden. Auch eine Vorhalle findet sich häufig.
Der am weitesten entwickelte Bautyp der frühosmanischen Moschee weist zusätzlich zur Gebetshalle, meist mit vielen Kuppeln, noch einen angefügten Hof auf, der von Arkadengängen (Riwaq) umgeben ist. Im Hof befindet sich häufig ein Brunnen, çeşme oder Şadırvan. Dieser Bautyp entspricht der klassischen islamischen Hypostyl- oder Hallenmoschee. Er besteht aus einem umschlossenen Innenhof (sahn) und einer überdachten Gebetshalle auf meist rechteckigem Grundriss. Der Innenhof ist häufig von einem Arkadengang umgeben. Ist die Moschee Teil eines Külliye-Komplexes, ordnen sich weitere Gebäude wie die Medrese um den Innenhof an.
Der klassisch-islamische Bautyp einer Hallenmoschee mit vielen Pfeilern wandelte sich zu einem neuen, typisch osmanischen Stil: Schon die persische Architektur des 11. Jahrhunderts kannte einfachere Zentralbau-Grundrisse mit vier zentral gruppierten Stützpfeilern. Die osmanische Architektur führte diesen Bautyp in ihrer klassischen Zeit zur Meisterschaft. Goodwin betrachtet die Şehzade-Moschee in Istanbul, 1543 von Sinan errichtet, als „Apotheose“ dieses Bautyps.

#### Kuppeln
Im Lauf der Zeit wurde die Spannweite der Zentralkuppel immer größer. Die Kuppel der Kubbeli Mescit (1331) in Afyonkarahisar misst 7,40 m, die der İlyas Bey Cami in Gebze (1404) schon 14 m. Die Yeşil Türbe („Grünes Mausoleum“ Mehmeds I.) von Bursa (1425) besitzt eine Kuppel von 15 m Spannweite. Die größte Kuppel seit Errichtung der Hagia Sophia in Konstantinopel besitzt die baugeschichtlich bedeutende Üç-Şerefeli-Moschee in Edirne mit 24 m Spannweite. Mitte des 15. Jahrhunderts unter Murad II. errichtet, wirken ihre Proportionen noch schwer und lastend. Verglichen mit den späteren Moscheebauten Sinans ruht die Kuppel auf niedrigen Wänden und massiven Pfeilern. Ihr innerer Arkadenhof ist der erste dieser Art in der osmanischen Architektur.
Noch größere Spannweiten auf höheren Wänden, von schlankeren Pfeilern gestützt, wurden mit einem besseren Verständnis der byzantinischen Bauweise möglich: Vor allem die Hagia Sophia von Konstantinopel prägte die architektonische Formensprache der osmanischen Zentralbauten mit riesigen, trotz ihres Gewichts schwerelos wirkenden Kuppeln. Der stilprägende Architekt dieses Bautyps war Mimar Sinan. Die Gewölberippen und Kuppelschalen der Hagia Sophia, des großen Kirchenbaus Justinians I., waren gleichzeitig ohne Lehrgerüst in Ziegelbauweise aufgemauert worden. Verbunden waren die Ziegel durch römischen Beton (Opus caementitium). Diese Bauweise machte die Kuppel deutlich leichter als eine massive Steinkuppel. In der Hagia-Irene-Kirche sind, ähnlich wie bei weströmischen Kuppeln, die Rippen in der Schale versenkt und vom Verputz vollständig verdeckt. Bei der Hagia Sophia laufen Kuppelschale und Rippen im Scheitelbereich in einem Medaillon zusammen, wobei die Ausläufer der Rippen in der Kuppelschale versenkt sind: Schale und Rippen bilden eine geschlossene Einheit. Bei späteren byzantinischen Bauten entwickelten sich Scheitelmedaillon und Kuppelrippen zu eigenständigen Elementen: Die Gewölberippen lösen sich stärker aus der Kuppelschale heraus und verschmelzen mit dem ebenfalls stärker hervortretenden Medaillon, so dass der Eindruck entsteht, ein Gerüst aus Rippen und Scheitelmedaillon sei der Kuppelschale unterlegt. Der Übergang vom Kuppelrund zum quadratischen Unterbau wurde bei den seldschukischen und frühen osmanischen Bauten durch dreieckige Gewölbezwickel („türkische Dreiecke“) erreicht, Trompen finden sich eher selten. Nach byzantinischem Vorbild sind die Kuppeln der klassischen Periode als Pendentifkuppeln aufgeführt.

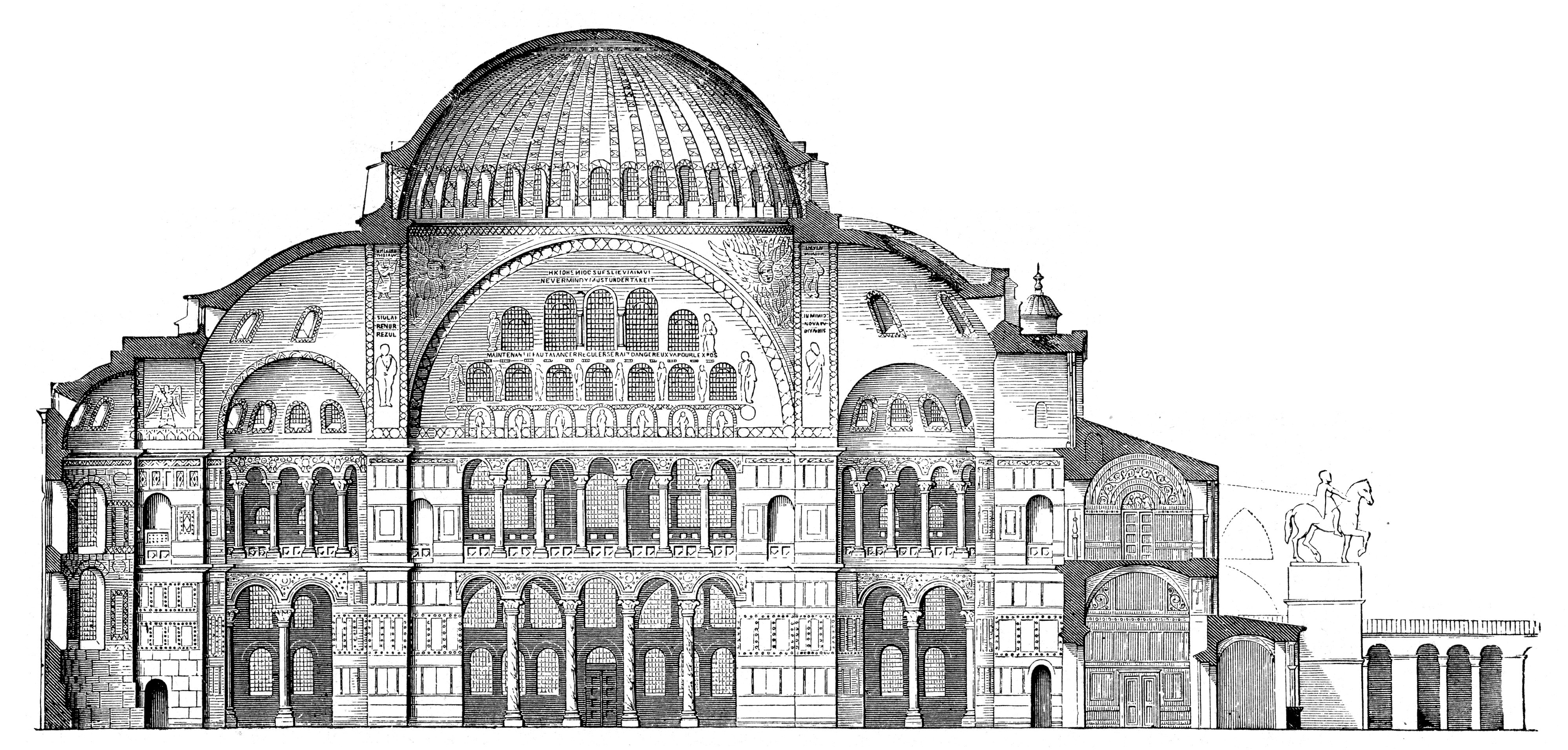
Längsschnitt der Hagia Sophia
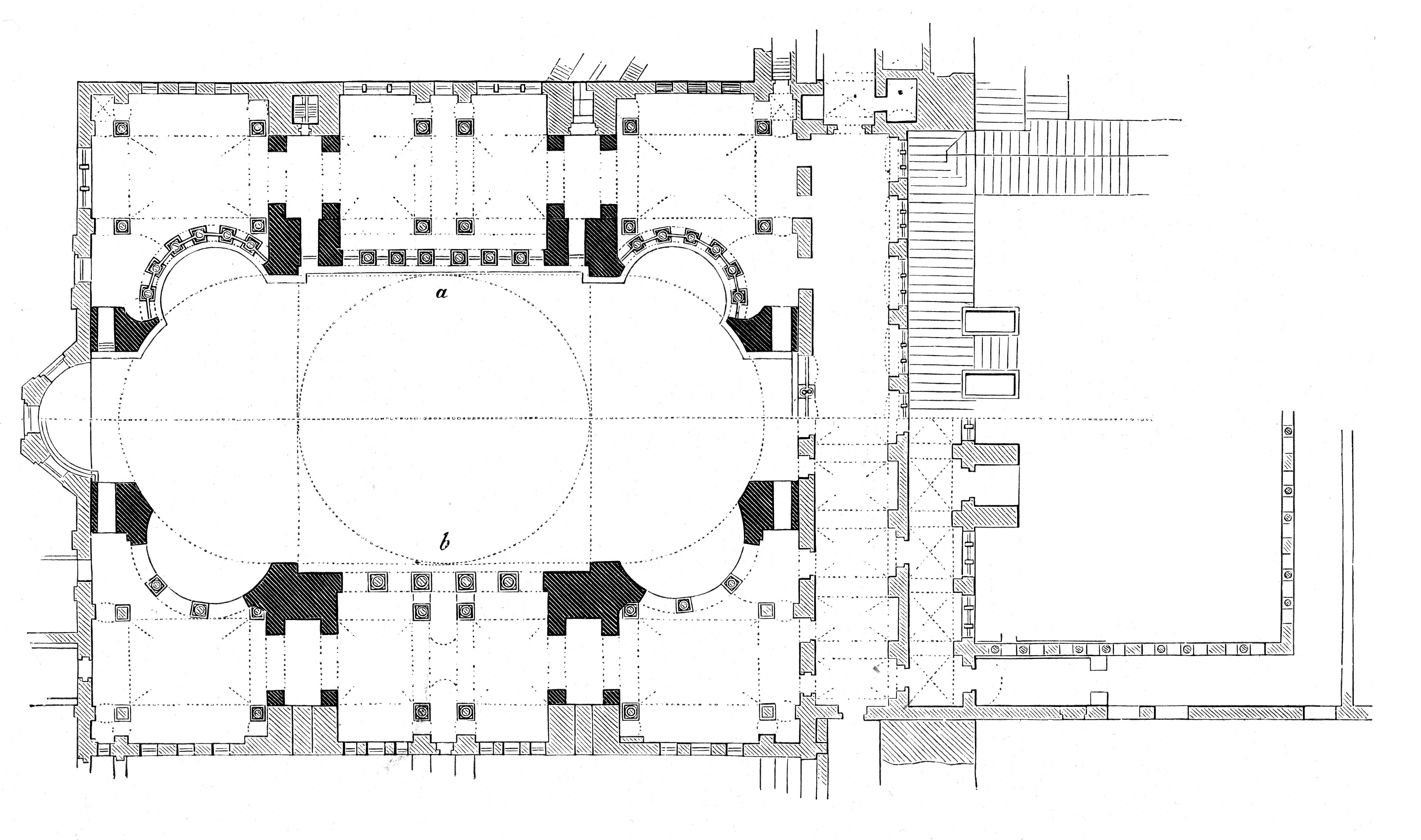
Grundriss der Hagia Sophia
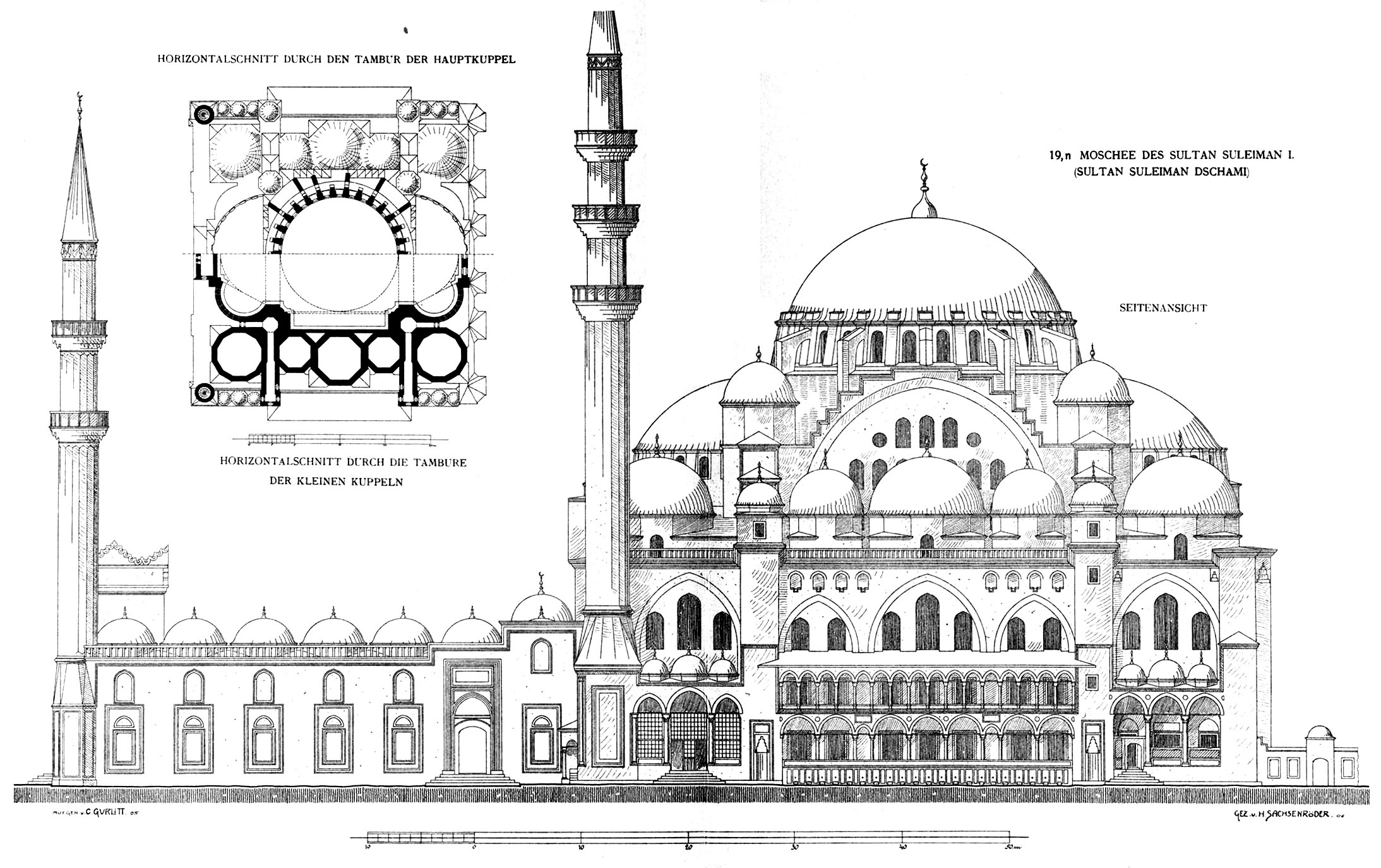
Süleymaniye-Moschee
Grundriss der Selimiye-Moschee in Edirne

### Wohnhäuser

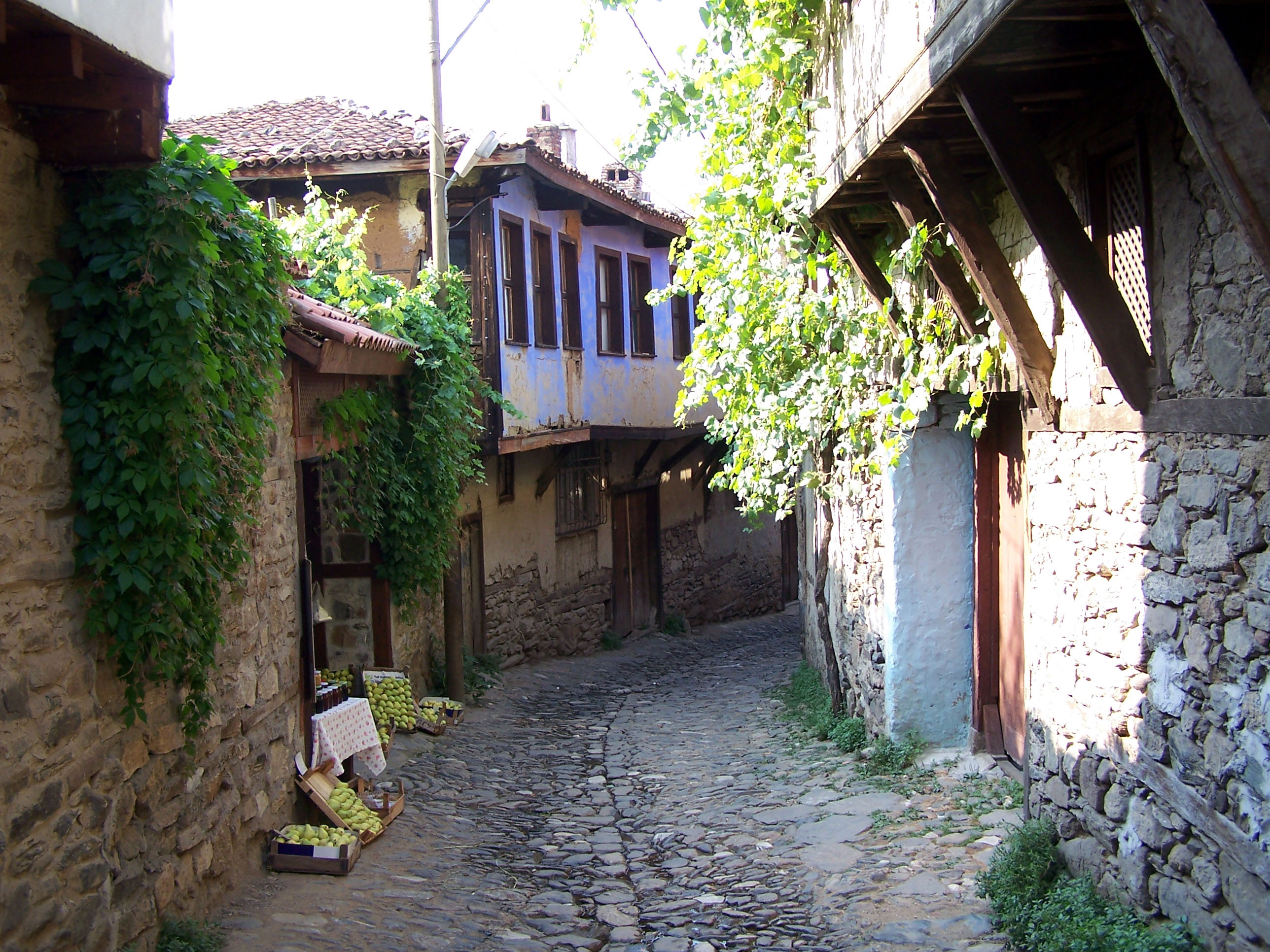
Frühes osmanisches Wohnhaus in Cumalıkızık, Provinz Bursa
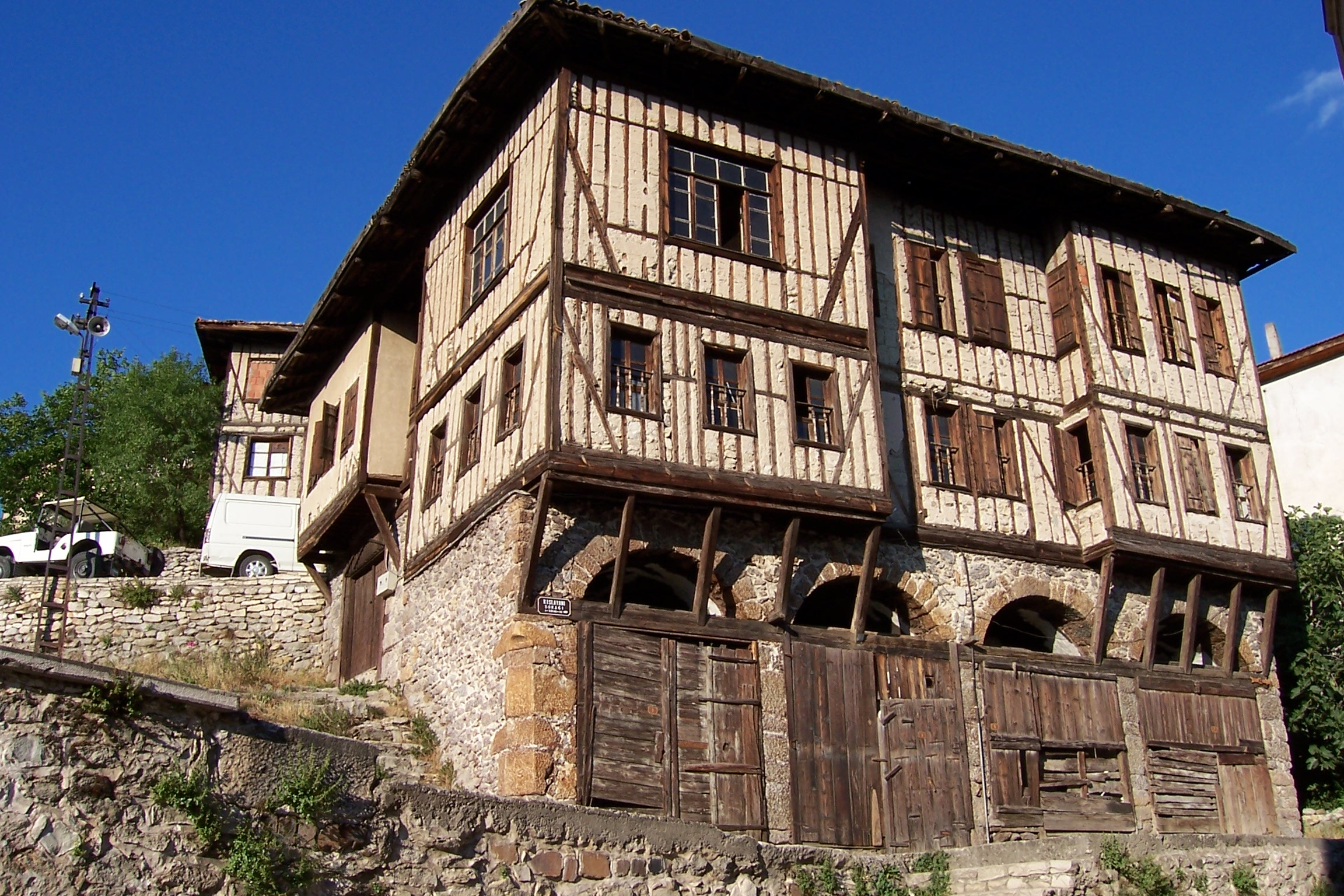
Osmanisches Haus in Safranbolu
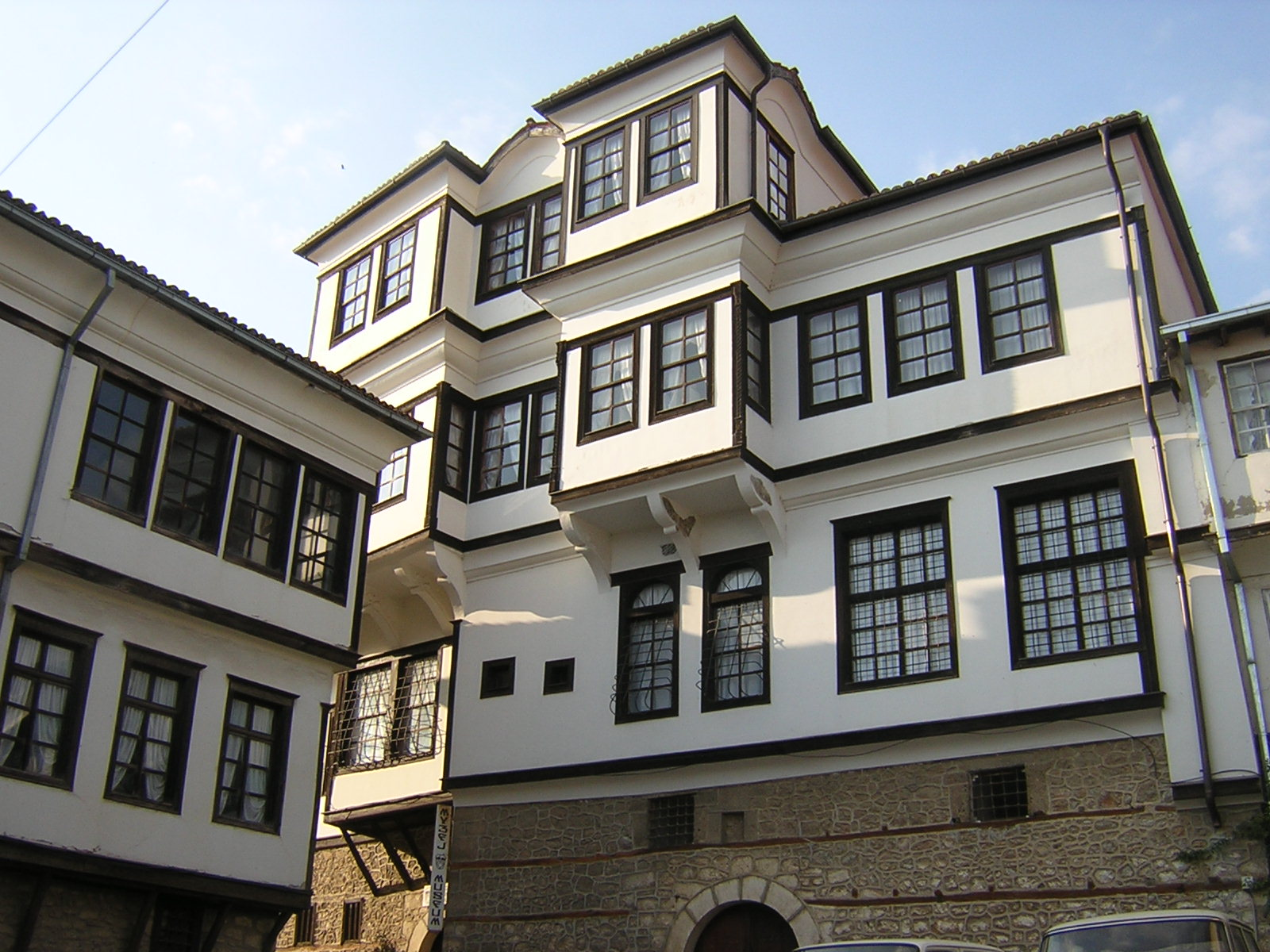
Osmanisches Wohnhaus in Ohrid im heutigen Nordmazedonien
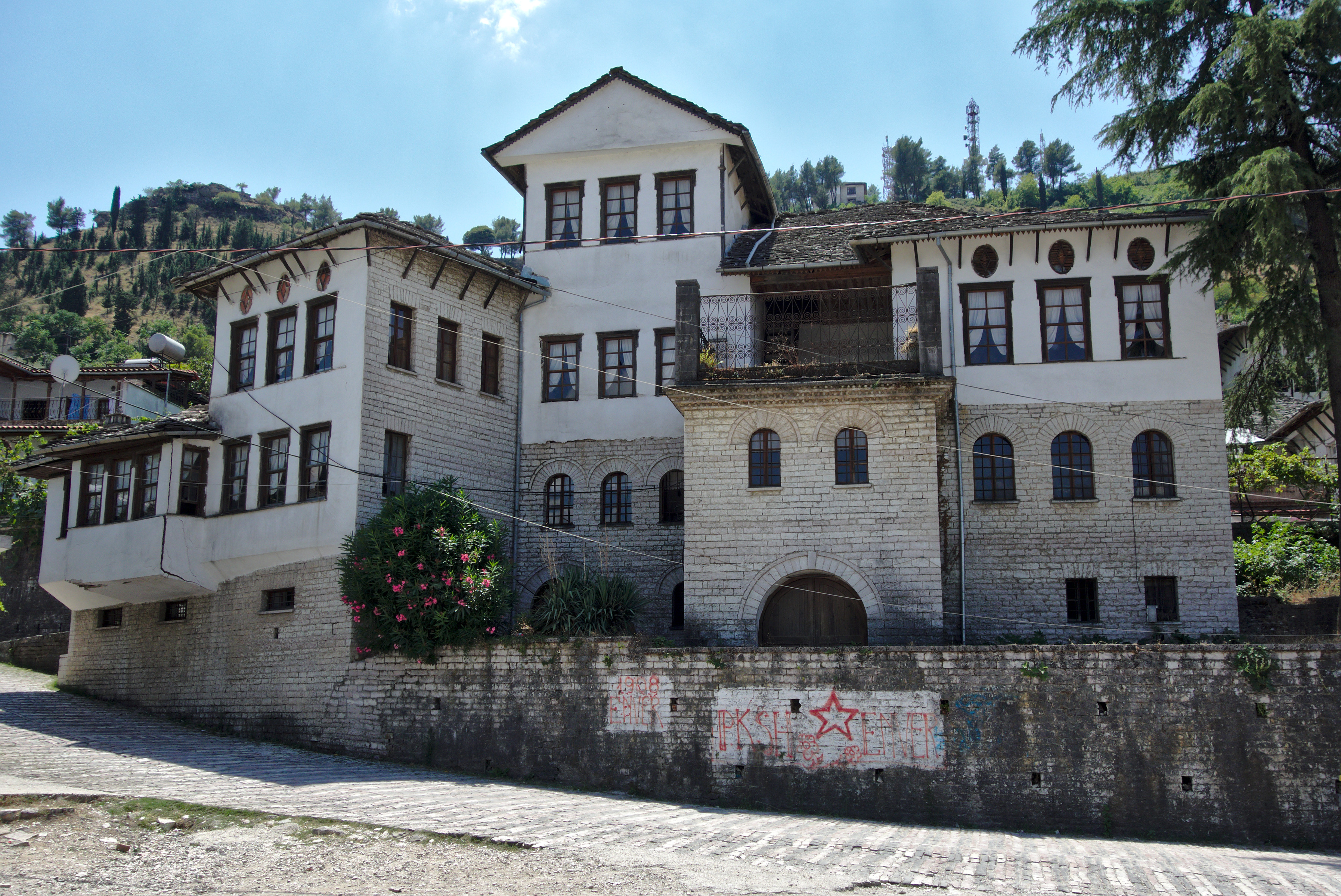
Osmanisches Haus in Gjirokastra im Süden Albaniens

## Erhaltung des architektonischen Erbes in Südosteuropa

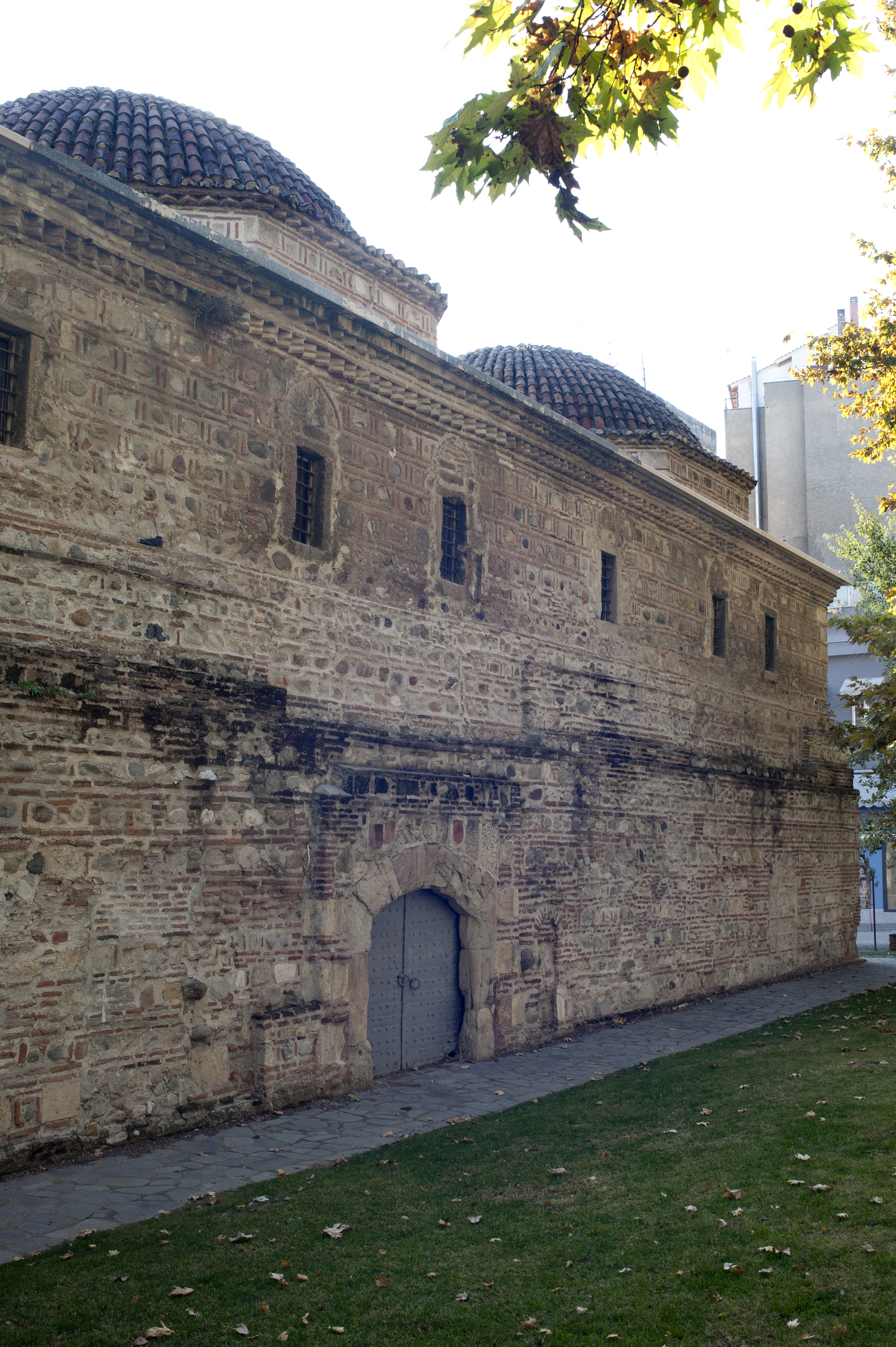
Besistan der griechischen Stadt Serres, dessen mutwillige Zerstörung verhindert werden konnte

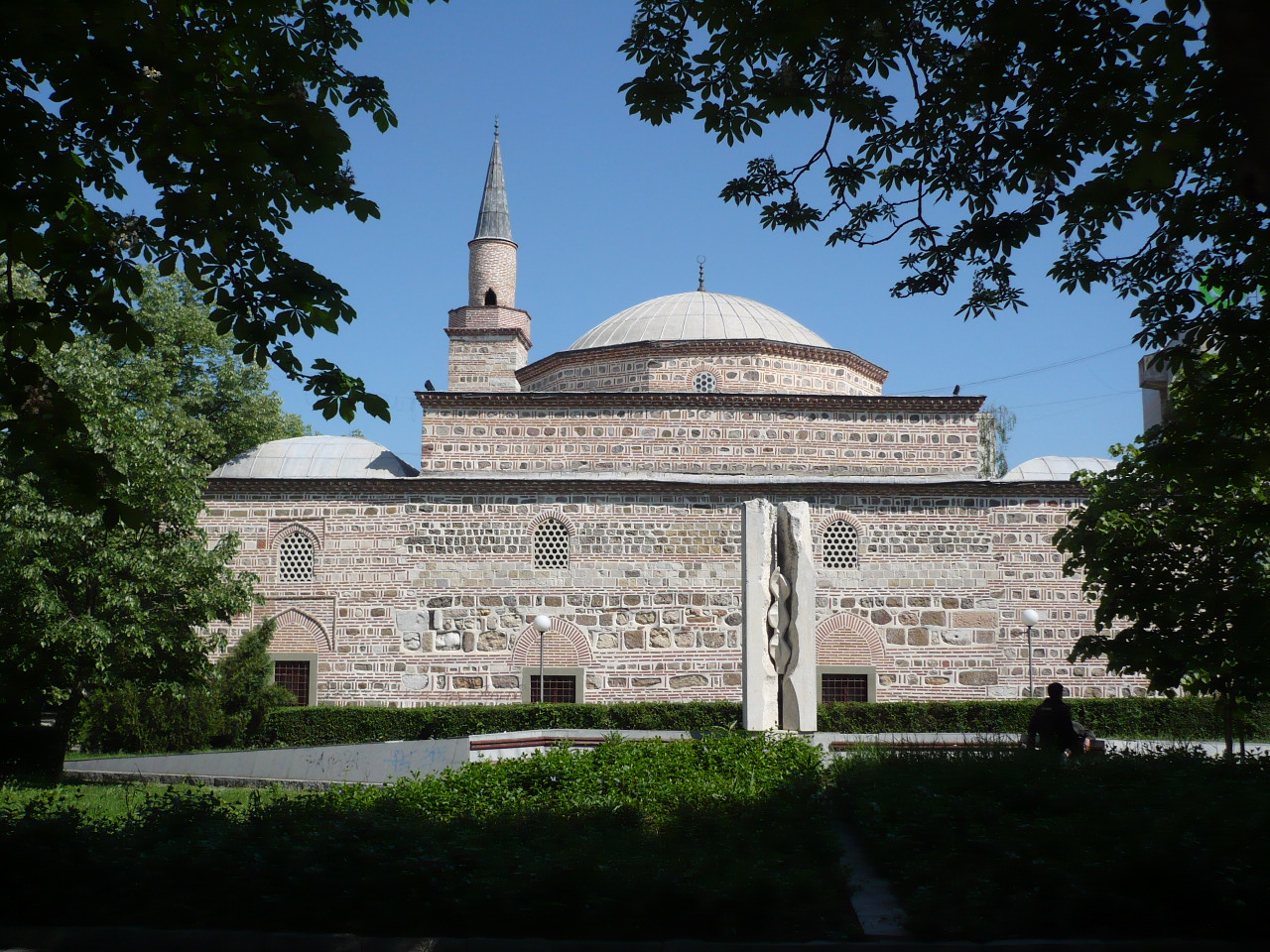
Eski Cami (Alte Moschee) von Jambol, Bulgarien, in den 1960er Jahren wieder aufgebaut

Heute noch stehen in den Ländern Südosteuropas viele Bauten aus der Frühzeit der osmanischen Eroberungen. So finden sich beispielsweise in Albanien noch die von Sinan erbaute Muradiye-Moschee, die Kurşunlu-Moschee von Shkodra, die Pazar-Moschee, Mirahor-Moschee oder die Kurşunlu-Moschee von Berat. In den nach der Unabhängigkeit vom Osmanischen Reich entstandenen Nationalstaaten hatten die osmanischen Bauten als Symbole der Vergangenheit jedoch wenig Raum in der Ideologie der neuen Staaten. Vor allem in den Jahren nach 1912, aber noch bis in die 1990er Jahre wurden viele Bauwerke bewusst zerstört. In manchen Ländern regte sich gegen die Zerstörungen Widerstand der aufgeklärteren Bevölkerungsteile, so dass einzelne Bauten vor der Zerstörung bewahrt blieben.
Albanien erlebte unter dem Diktator Enver Hoxha nach dem Zweiten Weltkrieg eine Kulturrevolution, unmittelbar beeinflusst durch den Stalinismus und die maoistische Kulturrevolution. Die Säkularisierung wurde gewaltsam vorangetrieben, und nahm immer radikalere Formen an. 1967 wurde ein totales Religionsverbot erlassen, das die Ausübung jeder Religion unter Strafe stellte. Hoxha erklärte das Land zum „ersten atheistischen Staat der Welt“, Moscheen und Kirchen wurden systematisch zerstört. In Bulgarien kam es unter Todor Schiwkow 1984–85 zu einer anti-türkischen, anti-islamischen Kampagne. In Bosnien-Herzegowina zerstörten serbische und kroatische Nationalisten zahlreiche osmanische Bauwerke, teils mit Dynamit. Während des Kosovokriegs verheerten serbische Kommandos 1998–99 die Altstädte von Gjakova, Vushtrria, und Peć. Noch im Sommer 2001 wurden in der Republik Mazedonien zahlreiche historische Moscheen von mazedonischen Extremisten zerstört. Machiel Kiel schätzt, dass etwa 98 % der historischen osmanischen Bausubstanz in Südosteuropa verloren gegangen sind.
Manchmal blieben historische Bauten durch das direkte Eingreifen staatlicher Funktionäre erhalten. So blieb während der bulgarischen Besetzung der griechisch-makedonischen Stadt Serres die historische Markthalle (Besistan) erhalten, weil der Archäologe Bogdan Filow, damals Premierminister der faschistischen Regierung Bulgariens, dem Abriss Einhalt gebot. Die Halle wurde später vom griechischen Altertumsdienst sorgfältig restauriert und dient heute als archäologisches Museum der Stadt. Nach dem Ende der kommunistischen Diktatur in Albanien wurden die abgerissenen Minarette der Alay-Bey-Moschee, der Murad-Bey-Moschee oder der Abdurrahman-Pascha-Moschee nur notdürftig wieder aufgebaut, da dem Land die hierzu notwendigen Mittel fehlten. In Bulgarien wurden in den 1960er Jahren der Besistan des Hadim Ali Pascha (1501) in Jambol, der einzige Bau seiner Art in diesem Land, und später auch die Alte Moschee der Stadt mit großem finanziellen Aufwand aus ruinösem Zustand wieder aufgebaut und schmücken heute das an historischen Bauten eher arme Stadtzentrum. Nach dem Erdbeben von Thessaloniki am 20. Juni 1978 wurden einige osmanische Bauten wieder hergestellt, darunter zwei sehr große, reich geschmückte Hamams aus dem 15. Jahrhundert, das Bey Hamam und das Pazar Hamam. Nach einem Erdbeben 1963 wurden im historischen Stadtzentrum von Skopje etwa zehn osmanische Bauten wieder hergestellt und stehen seither unter Denkmalschutz. Die Ambivalenz im Hinblick auf das osmanische Architekturerbe wird jedoch darin deutlich, dass außerhalb der geschützten Zone Moscheen, Hamams, Türben und Derwischlogen gnadenlos abgerissen wurden, um an ihrer Stelle die Hauptstadt der Sozialistischen Republik Mazedonien zu errichten.

## Zeittafel Osmanische Architektur
|  | Bauwerk                         | Baubeginn | Ort                                       |
|  | ------------------------------- | --------- | ----------------------------------------- |
|  | Süleyman-Pascha-Medrese         | 1331      | İznik                                     |
|  | Hacı-Özbek-Moschee              | 1333      | İznik                                     |
|  | Orhan-Moschee (Hagia Sophia)    | 1334      | İznik                                     |
|  | Orhan-Moschee                   | 1339      | Bursa                                     |
|  | Muradiyye-Moschee               | 1365      | Bursa                                     |
|  | İsa-Bey-Moschee                 | 1370      | Selçuk                                    |
|  | Freitagsmoschee                 | 1376      | Manisa                                    |
|  | Yıldırım-Külliye                | 1390      | Bursa                                     |
|  | Große Moschee                   | 1396      | Bursa                                     |
|  | Alte Moschee                    | 1402/06   | Edirne                                    |
|  | Grüne Moschee und Külliye       | 1419      | Bursa                                     |
|  | Çelebi-Sultan-Mehmed-Moschee    | 1420      | Didymoticho                               |
|  | Üç-Şerefeli-Moschee             | 1437      | Edirne                                    |
|  | Rumeli Hisarı                   | 1452      | Bosporus                                  |
|  | Topkapı-Palast                  | nach 1453 | Istanbul                                  |
|  | Fatih-Moschee und Külliye       | 1463–70   | Istanbul                                  |
|  | Çinili Köşk                     | 1472      | Istanbul                                  |
|  | Bayezid-Külliye                 | 1484      | Edirne                                    |
|  | Bayezid-Moschee                 | 1486      | Amasya                                    |
|  | Iliaz-Beu-Moschee               | 1494      | Korça                                     |
|  | Beyazıt-Moschee                 | 1501–06   | Istanbul                                  |
|  | Fatih-Pascha-Moschee            | 1518–20   | Diyarbakır                                |
|  | Muradie-Moschee                 | 1532      | Vlora                                     |
|  | Chusrawiyya-Moschee und Külliye | 1536      | Aleppo, im syrischen Bürgerkrieg zerstört |
|  | Şehzade-Moschee                 | 1543–48   | Istanbul                                  |
|  | Süleymaniye-Moschee und Külliye | 1550–56   | Istanbul                                  |
|  | Mihrimah-Sultan-Moschee         | 1562–65   | Istanbul                                  |
|  | Selimiye-Moschee                | 1567–74   | Edirne                                    |
|  | Muradiye-Moschee                | 1586      | Manisa                                    |
|  | Yeni Cami                       | 1597–1663 | Istanbul                                  |
|  | Sultan-Ahmed-Moschee            | 1609–16   | Istanbul                                  |
|  | Bagdad-Kiosk                    | 1639      | Topkapı-Palast, Istanbul                  |
|  | Ahmed III.-Brunnen              | 1728      | Istanbul                                  |
|  | Nuruosmaniye-Moschee            | 1748–55   | Istanbul                                  |
|  | Laleli-Moschee und Külliye      | 1759–63   | Istanbul                                  |
|  | Neubau der Eyüp-Sultan-Moschee  | 1798      | Istanbul                                  |
|  | Nusretiye-Moschee               | 1826      | Istanbul                                  |
|  | Dolmabahçe-Palast               | 1853      | Istanbul                                  |
|  | Türbe Mehmeds V. Reşat          | 1918      | Eyüp                                      |